# Dan Palade
Dan Palade (n. 28 noiembrie 1942) este un fost deputat român în legislatura 1996-2000, ales în județul Suceava pe listele partidului PNȚCD. Dan Palade a fost membru în grupul parlamentar de prietenie cu Republica Elenă.